# 城下町プラザ

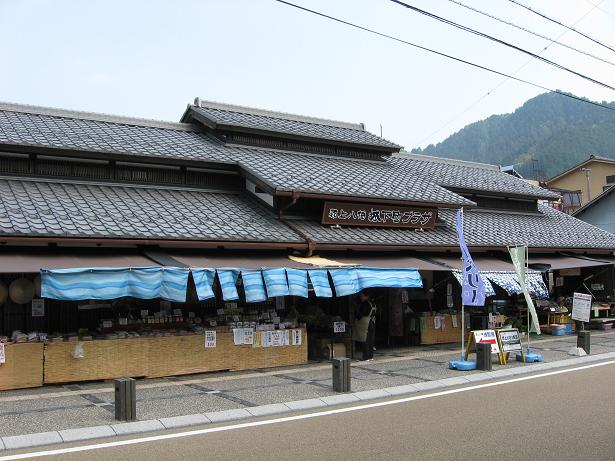
城下町プラザ

城下町プラザ（じょうかまちプラザ）は、岐阜県郡上市八幡町殿町69にある岐阜バス等のバスターミナルである。運営は（一財）郡上八幡産業振興公社が行なっている。「郡上八幡城下町プラザ」ともいう。

## 概況
2002年（平成14年）、郡上郡八幡町（現在の郡上市八幡町）が市街地の交通・交流・防災の拠点として八幡警察署（現在の郡上警察署）の跡地を再開発して整備された。
郡上八幡城の城下町を意識し、江戸時代の町家風の施設である。
施設内には売店・観光案内所・休憩所が設置されている。屋外では定期的に朝市が開催されている。
トイレのみ24時間利用可能。FREESPOTが設置されている。
観光バス用の駐車場（6台分）があり、観光拠点にもなっている。一般車も駐車可能。
岐阜乗合自動車（岐阜バスコミュニティ八幡）は2012年（平成24年）9月いっぱいで撤退しており、高速八幡線・高速白川郷線が岐阜バスでの運用をしている。また、撤退後の路線バスは白鳥交通・八幡観光バスに引き継がれた。従って、路線バスは郡上市自主運行バスの一元化で乗り入れとなっている。
2019年（平成31年）1月、平成エンタープライズの名古屋 - 郡上八幡 - 高山線が乗り入れを開始した。

## 乗り入れる路線

### 岐阜バス
- 高速八幡線：岐阜（名鉄岐阜）
- 高速白川郷線：名古屋（名鉄バスセンター）

### 白鳥交通
- 八幡白鳥線
  - 郡上白鳥
  - 八幡駅前

### 八幡観光バス
- 明宝線
  - 明宝温泉
  - 郡上明山
  - 畑佐
  - 郡上八幡駅
  - 郡上市民病院
  - 大瀬子

- 和良線
  - 祖師野
  - 方須下
  - 郡上市民病院

### 平成エンタープライズ
- VIPライナー
  - 名古屋VIPラウンジ・金山駅（金山総合駅）

### 郡上市自主運行バス
- 郡上八幡コミュニティバス
  - 赤ルート
  - 青ルート

- 郡上八幡自主運行バス 小駄良線
  - 戒仏
  - 郡上高校

## かつての運行路線
- 高速八幡名古屋線
  - 八幡営業所
  - 名鉄バスセンター

## 周辺施設
- 郡上簡易裁判所
- 郡上八幡まちなみ交流館
- 安養寺
- 宗祇水
- 郡上八幡博覧館